# Maria Leconte
Maria Leconte ou Nepeina-Leconte (née Maria Nepeina, le 12 mars 1970 en Azerbaïdjan) est une joueuse d'échecs française d'origine ukrainienne, grand maître international féminin depuis 2002.
Au 1er juillet 2013, elle est la 8e joueuse française avec un classement Elo de 2 258. Elle a atteint 2 377 en janvier 2007.

## Biographie
Elle est championne d'Ukraine en 1989, 1991 et 1992.
En 1994, elle participe avec un groupe d'Ukrainiens à l'open de Cappelle-la-Grande. Elle y rencontre le joueur parisien Jean-Olivier Leconte qu'elle épouse. Elle se consacre professionnellement à l'enseignement des échecs et remporte le championnat de France féminin en 2001 à Marseille.
Elle est aussi championne d'Europe par équipe avec la France en 2001 à León (en l'absence de la Russie et de l'Arménie) .
Elle représente la France dans plusieurs éditions de l'Olympiade d'échecs : en 2000, l'équipe dont elle fait partie finit 39e, en 2002 l'équipe est 24e, et 18e en 2006, ainsi qu'en 2008 où son équipe finit 13e.